# Социал-демократическая партия «Согласие»
Социал-демократическая партия «Согласие» (латыш. «Saskaņa» sociāldemokrātiskā partija) — политическая партия Латвии, созданная в апреле 2010 года в результате слияния Партии народного согласия (лидер Янис Урбанович), партии «Новый центр» (под руководством Сергея Долгополова) и Социал-демократической партии (председатель Эгилс Рутковскис). В январе 2011 года к партии присоединилась Даугавпилсская городская партия.

## История
В ноябре 2011 года состоялся I-й съезд партии «Согласие», председателем правления был переизбран Янис Урбанович.
Один из лидеров «Согласия» Нил Ушаков возглавил рижский муниципалитет и затем дважды переизбирался, предлагая избирателям единый коалиционный список, состоящий как из русских, так и латышей.
На муниципальных выборах 2017 года «Согласие» укрепило позиции в Резекне и Юрмале.
Отличительной чертой предвыборной кампании 2018 года стала активная вербовка профессионалов. Так, кандидатом в премьер-министры «Согласие» выдвинуло экономиста Вячеслава Домбровского. В 2014 году он стал депутатом от «Единства», однако через полгода объявил о решении уйти из политики и отказался от мандата. С «Согласием» решил стартовать на выборах также опытный хозяйственник Анри Матисс — многолетний госсекретарь, а затем министр сообщения Латвии. Со скандалом ушедшая из Министерства образования Эвия Папуле предлагается в теневом кабинете «Согласия» на пост министра соответствующей отрасли.
На выборах в сейм Латвии в 2018 году партия «Согласие» заняла первое место, получив 167 117 голосов, или 19,8 %.
На выборах в сейм Латвии в 2022 году партия «Согласие» набрала 4,81%, тем самым не сумела преодолеть 5-ти процентный барьер и не попала парламент. Лидер партии Янис Урбанович ушел в отставку, вместо него были избраны сразу три сопредседателя партии — Нил Ушаков, Регина Лочмеле и Андрис Морозов.

## Сотрудничество
С 2015 года партия «Согласие» стала ассоциированным членом ПЕС — общеевропейской Партии европейских социалистов, а в ноябре 2017 — её действительным членом. ПЕС объединяет социалистические, социал-демократические и рабочие партии из стран Европейского союза и Норвегии. В Европейском парламенте партия входит в состав Прогрессивного альянса социалистов и демократов.
При вступлении в ПЕС «Согласие» прекратило договор о сотрудничестве с партией «Единая Россия», объяснив это тем, что в ПЕС подобные вопросы решаются централизованно, а с введением взаимных санкций ЕС и России договор о сотрудничестве с правящей партией РФ вообще утратил смысл.

## Скандалы
14 июня 2010 года Латвийская полиция экономики предъявила обвинение депутату Сейма от партии «Согласие» Юрию Силову и его жене за мошенничество в особо крупных размерах. Силов, будучи еще председателем Гаркалнского регионального совета, скрыл аварию, которую он устроил на служебном автомобиле, находясь в состоянии алкогольного опьянения, и обманул страховщиков на деньги. 12 апреля 2011 года он подал в отставку с поста депутата Сейма.
В 2011 году семейная компания депутата Сейма Игоря Мельникова, SIA "Karavīrs", была оштрафована за кражу электроэнергии путем подделки конструкции счетчика электроэнергии. Мельников утверждал, что ничего не знал и что в счетчике была ошибка. В 2012 году Служба государственных доходов провела проверку, и Мельников был повторно оштрафован за уклонение от уплаты налогов, обязав его заплатить дополнительно 76 000 евро в качестве начисленного налога. Мельников обжаловал результаты аудита, но Служба государственных доходов отклонила его и оставила обвинение в силе.
В 2018 году ранее неполитическая страница Facebook «Riga Online» была переименована в «Saskaņa Online» и начала демонстрировать политический контент, вызвав возмущение многих её подписчиков. После жалоб пользователей страница Facebook была закрыта. KNAB заявил, что закон не был нарушен, но общественность посчитала инцидент на «Delna» этическим нарушением из-за его открытости.

## Численность партии
Здесь показана статистика количества членов партии:
- 3 653 чел. — 2017 год
- 1 646 чел. — 2022 год
- 1 347 чел. — 2023 год
- 1 255 чел. — 2024 год
- 973 чел. — 2025 год[21]